# Étendard royal des Pays-Bas
L'étendard royal des Pays-Bas est le drapeau officiel de la monarchie néerlandaise. Cet étendard est un drapeau distinct et impersonnel pour le souverain du royaume des Pays-Bas. Impersonnel signifie qu'en théorie, il ne change pas d'un règne au suivant.

## Étendard royal
C'est un drapeau carré de couleur orange, divisée en quatre quartiers par une croix de couleur bleu Nassau. Ces couleurs se réfèrent aux principautés d'Orange (en France) et de Nassau (en Allemagne) d'où l'actuelle famille royale est originaire.
Au centre du drapeau sont placées les petites armoiries du royaume, qui sont issues des armoiries des Nassau surmontées d'une couronne royale et entourées de l'insigne de la Grande Croix de l'Ordre militaire de Guillaume. Chaque quartier porte un cor qui tire son origine des armoiries de la Principauté d'Orange.

Principauté d'Orange.
Maison de Nassau.
Royaume des Pays-Bas.

L'Étendard royal des Pays-Bas flotte au-dessus du Huis ten Bosch, la résidence privée du roi, et du Palais Noordeinde, la résidence officielle du roi, tous deux situées à La Haye, quand le souverain est dans les Pays-Bas.
En plus de ces deux résidences, il flotte au-dessus d'autres palais, châteaux ou propriétés quand le roi y réside.
| Drapeau | Date d'usage | Commentaire | Commentaire |
| ------- | ------------ | --- | --- |
|         | 1908-2013    | Malgré son caractère impersonnel, l'étendard royal a été modifié sur des points de détails en 2013, à l'avènement du roi Willem-Alexander. | |
|         | 1815-1908    | Avant 1908, l'étendard royal était le drapeau national avec, posées sur la bande blanche, les armoiries du royaume sans le manteau.        | Avant 1908, l'étendard royal était le drapeau national avec, posées sur la bande blanche, les armoiries du royaume sans le manteau. |

## Étendard des princes
D'une manière générale, l'étendard d'un prince des Pays-Bas est un drapeau rectangulaire de proportion 5:6 avec les couleurs et figures royales, mais deux des cors (celui en haut à droite et celui en bas à gauche) sont remplacés par des figures provenant des armoiries de la famille du parent qui n'est pas issu de la maison d'Orange-Nassau. Les armoiries du royaume ne sont plus entourées de l'insigne de la Grande Croix de l'Ordre militaire de Guillaume, mais placées dans un cercle orange qui remplace le centre de la croix.
| Drapeau | Date d'usage                                        | Titulaire(s)                                                                                              | Commentaire |
| ------- | --------------------------------------------------- | --- | --- |
|         | 1968-2004 1969-présent                              | Constantijn d'Orange-Nassau Johan-Friso d'Orange-Nassau                                                   | Princes des Pays-Bas, fils de Claus von Amsberg et de la reine Beatrix. Deux des cors sont remplacés par une tour blanche qui vient des armoiries de la maison d'Amsberg. En prenant une épouse sans la permission des États généraux, Johan-Friso perd son statut de prince des Pays-Bas et la jouissance de cet étendard. |
|         | 1968–présent 1969–présent 1972–présent 1975–présent | Maurits d'Orange-Nassau Bernhard d'Orange-Nassau Pieter-Christiaan d'Orange-Nassau Floris d'Orange-Nassau | Princes des Pays-Bas, fils de Pieter van Vollenhoven et de la princesse Margriet. Deux des cors sont remplacés par une étoile blanche à six branches. |
|         | 1898–1908                                           | prince des Pays-Bas                                                                                       | Avant 1908, l'étendard d'un prince des Pays-Bas était un rectangle de proportion 5:6 reprenant les couleurs du drapeau des Pays-Bas avec, posé sur la bande centrale, un rectangle orange portant les armoiries royales sans le manteau.                                                                                    |

## Étendard des princesses
D'une manière générale, l'étendard d'une princesse des Pays-Bas est un drapeau en forme de queue d'hirondelle de proportion 5:6 avec les couleurs et figures royales, mais les deux des cors de droite ne sont pas représentés et celui en bas à gauche est remplacé par une figure provenant des armoiries de la famille du parent qui n'est pas issu de la maison d'Orange-Nassau. Les armoiries du royaume ne sont plus entourées de l'insigne de la Grande Croix de l'Ordre militaire de Guillaume, mais placées dans un cercle orange qui remplace le centre de la croix.
| Drapeau | Date d'usage                                                     | Titulaire                                                                                        | Commentaire |
| ------- | ---------------------------------------------------------------- | ------------------------------------------------------------------------------------------------ | --- |
|         | 1938-1980 et 2013-présent 1939–présent 1943–présent 1947–présent | Beatrix d'Orange-Nassau Irène d'Orange-Nassau Margriet d'Orange-Nassau Christina d'Orange-Nassau | Princesses des Pays-Bas, filles de Bernhard de Lippe-Biesterfeld et de la reine Juliana. Le cor des Orange-Nassau en bas à gauche est remplacé par la rose rouge des Lippe-Biesterfeld. Après son abdication en 2013, la reine Beatrix reprend l'étendard de princesse. |
|         | 1909-1948 et 1980–2004                                           | Juliana d'Orange-Nassau                                                                          | Princesse des Pays-Bas après son abdication, fille d'Henri de Mecklembourg-Schwerin et de la reine Wilhelmine. Le cor des Orange-Nassau en bas à gauche est remplacé par la tête de taureau, issue des armoiries du Mecklembourg.                                       |
|         | 1908–1910                                                        | Marie d'Orange-Nassau                                                                            | Petite-fille du roi Guillaume Ier des Pays-Bas, mariée à Guillaume-Adolphe de Wied. |
|         | 1898–1908                                                        | princesse des Pays-Bas                                                                           | Avant 1908, l'étendard d'un prince des Pays-Bas était en forme de queue d'hirondelle et reprenait les couleurs du drapeau des Pays-Bas avec, posé sur la bande centrale, un rectangle orange portant les armoiries royales sans le manteau.                             |

## Étendard des consorts et alliés
D'une manière générale, l'étendard d'un prince consort des Pays-Bas est un drapeau de forme rectangulaire de proportion 5:6 avec les couleurs de l'étendard royal, l'orange du fond et le bleu de la croix étant inversés. Les quartiers en haut à gauche et en bas à droite portent un lion de Nassau (tenant des flèches d'une main et brandissant une épée de l'autre) de couleur orange et les deux autres quartiers portent une figure personnelle.
D'une manière générale, l'étendard d'une reine consort ou de l'épouse d'un prince des Pays-Bas est un drapeau en forme de queue d'hirondelle. Les deux quartiers droits sont vides, le quartier en haut à gauche porte un cor de couleur orange et le quartier en bas à droite une figure personnelle.
Dans les deux cas, il y a les armoiries du royaume au centre de la croix.
Il ne semble pas y avoir d'étendard pour les maris des princesses des Pays-Bas.
| Drapeau | Date d'usage | Titulaire                      | Commentaire |
| ------- | ------------ | ------------------------------ | --- |
|         | 2002–présent | Máxima Zorreguieta             | Épouse du roi Willem-Alexander. La figure personnelle est une tour issue de ses armoiries familiales.                                                                               |
|         | 2003–présent | Laurentien Brinkhorst          | Épouse de Constantĳn d'Orange-Nassau. La figure personnelle est un losange issu de ses armoiries familiales.                                                                        |
|         | 1966–2002    | Claus von Amsberg              | Époux de la reine Beatrix. La figure personnelle est une tour blanche issue de ses armoiries familiales.                                                                            |
|         | 1948–1980    | Bernhard de Lippe-Biesterfeld  | Époux de la reine Juliana. La figure personnelle est une rose rouge issue de ses armoiries personnelles.                                                                            |
|         | 1908–1934    | Henri de Mecklembourg-Schwerin | Époux de la reine Wilhelmine. La figure personnelle est un griffon orange présent dans un quartier et existant comme support extérieur dans les armoiries de Mecklembourg-Schwerin. |
|         | 1908–1934    | Emma de Waldeck-Pyrmont        | Veuve du roi Guillaume III. |